# Bureaukrati
Bureaukrati har to beslægtede, men distinkte betydninger:
1. Organisationsstruktur karakteriseret ved regulariserede procedurer, arbejdsdeling, hierarki og upersonlige forhold. Begrebet kan betegne både offentlige og ikke-offentlige organisationer.
2. Et negativt ladet udtryk om et system med ressourcespild og manglende demokrati.

Max Webers beskrivelse af bureaukrater og bureaukrati hører i den første kategori. Der lægges blandt andet vægt på, at systemet skal følge de gældende regler. Bureaukraten skal altså loyalt overholde reglerne, selvom reglerne måske ikke er perfekte.
I et bureaukrati gælder det, at den, der tænker først, har tabt.
Peter-princippet er et eksempel på tankegange nærmere beslægtet med den anden kategori. Princippet siger, at ansatte i en hierarkisk organisation vil blive forfremmet til deres højeste kompetenceniveau, hvorefter de bliver forfremmet til et niveau, hvor de er inkompetente – og på dette niveau bliver de. Dette hænger sammen med et system, hvor man bliver forfremmet efter fortjeneste. Så længe en person er kompetent til sit nuværende job, så vil personen blive forfremmet til en højere stilling. Den eneste måde, kæden kan afbrydes er, hvis der ikke er flere højere stillinger, eller personen ikke længere kan klare sig godt.

## Bureaukrat
Bureaukrat har to beslægtede betydninger:
1. Embedsmand, typisk inden for offentlige institutioner (bureaukratiet)
2. En særlig pedantisk embedsmand, skrankepave, papirnusser

Mens den almene anvendelse af ordet ligger tættest på den anden betydning, anvendes den første betydning oftest i samfundsvidenskaberne.
Max Webers definition af en idealtypisk bureaukrat fortæller, at han/hun skal:
- være udpeget på baggrund af kvalifikationer (frem for eksempelvis politisk ståsted) – typisk af sine overordnede
- udøve sit erhverv på baggrund af ikke-personlige regler
- aflønnes med fast gage og gode pensionsmuligheder
- oprykkes i grader efter anciennitet.

Dette er ikke ensbetydende med, at en bureaukrat ikke skal udøve skøn. Disse skøn skal blot være underlagt regler, der er givet af en overordnet myndighed, f.eks. de politisk valgte ledere.

### Eksempel
Udtrykket anvendes blandt andet i en anmeldelse ved Carl Nærup i Illustreret norsk Litteraturhistorie (1905) af Thomas P. Krag: "Gunvor Kjeld" fra 1904, hvor der i personskildringen anvendes følgende passage:
"Blandt de mange ypperlig tegnede Bipersoner maa fremhæves de to Gentlemen af Strebertypen: Michael Holm og Einar Henning. Men først og fremst Byfoged Henning, en rigtig modbydelig Bureaukrat, halvgal af Respekt for sit ophøiede Embede og dum og raa af Slegtshovmod. Hans Hustru danner et smukt Sidestykke til denne forhærdede og fortørkede Jeronimus. Hun er en Variant af „Må"-Typen, men blottet for alle dennes umiddelbart rørende og respektable Egenskaber. Fru Henning er bare tarvelig, forkommen, demoraliseret, — uhyggelig sand."